# الهيئة الوطنية للمفقودين
الهيئة الوطنية للمفقودين، هيئة سوريّة مستقلة تهدف إلى الكشف عن مصير عشرات آلاف الأشخاص المفقودين والمغيبين قسرًا في البلاد، وإنصاف ذويهم. أنشئت الهيئة عقب سقوط نظام الأسد بتاريخ 17 مايو (أيار) عام 2025 بموجب مرسوم أصدره الرئيس السوري أحمد الشرع، استنادًا إلى أحكام الإعلان الدستوري السوري لعام 2025.

## التأسيس
أُعلن عن تشكيل الهيئة الوطنية للمفقودين في يوم 17 مايو (أيار) عام 2025 بموجب المرسوم الرئاسي رقم 19 لسنة 2025، الذي أصدره أحمد الشرع، استنادًا إلى أحكام الإعلان الدستوري السوري. نصَّ المرسوم على استحداث «الهيئة الوطنية للمفقودين» بوصفها هيئة مستقلة، تتمتّع بشخصية اعتبارية واستقلال مالي وإداري، وتمارس مهامها على امتداد الأراضي السوريّة.

## المهام
أوكل إلى الهيئة عدد من المهام الجوهرية في سياق معالجة ملف الأشخاص المفقودين والمغيبين قسرًا:
- البحث والكشف عن مصير المفقودين والمختفين قسرًا.
- توثيق الحالات وإنشاء قاعدة بيانات وطنية.
- تقديم الدعم القانوني والإنساني لعائلات المفقودين.

## الإدارة
نصّ المرسوم رقم 19 لسنة 2025 على تعيين محمد رضى جلخي رئيسًا للهيئة، وكلَّفه بتشكيل فريق عمل ووضع نظام داخلي خلال مدّة أقصاها 30 يومًا من تاريخ صدور المرسوم.